# Max Lundgren
Max Lundgren (Landskrona, 23 maart 1937 - Malmö, 27 mei 2005) was een bekroond kinder- en jeugdboekenschrijver en scenarist.
Hij studeerde kunst- en literatuurgeschiedenis in Lund en was lid van de Zweedse kinderboekenacademie.
Zijn bekendste boek is: Pojken med guldbyxorna (De jongen met de gouden broek) dat werd bewerkt tot tv-serie. Ook werd een tv-serie gemaakt naar zijn boekenreeks over de fictieve voetbalclub "Åshöjdens BK".

## Prijzen
- 1967: Expressens Heffaklump
- 1968: Nils Holgersson-plaket
- 1987: ABF literatuurprijs
- 1991: Astrid Lindgrenprijs